# Gallia

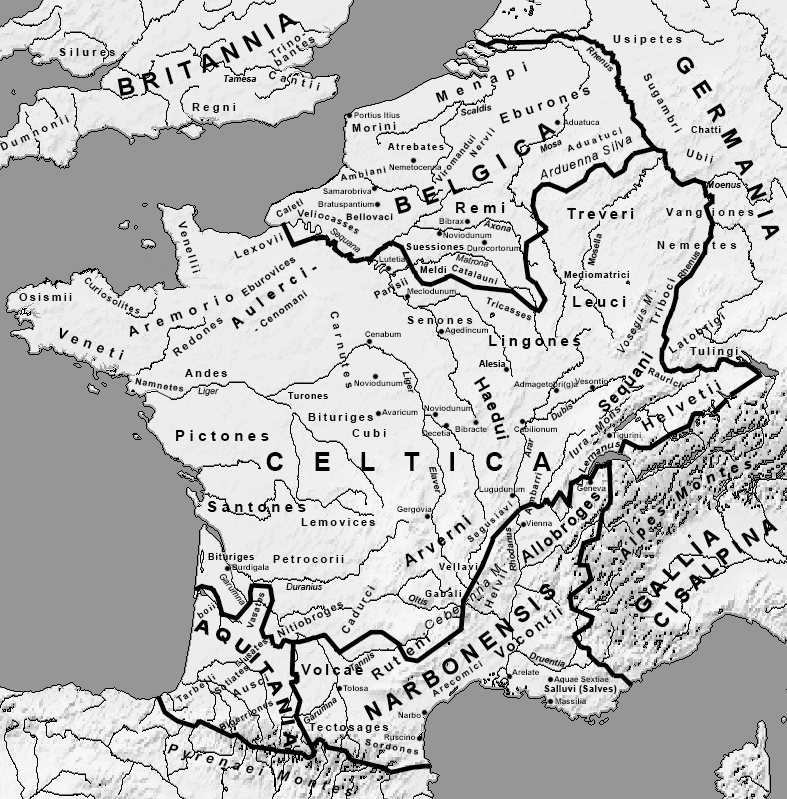
Gallia térképe Kr.e.58 körül

Gallia (latinul Gallia, görögül Galatia) az ókori világnak az a része, amelyet jórészt kelta (latin nyelven gall) törzsek népesítettek be Róma terjeszkedésének időszaka előtt és a Római Birodalomban. Gallia területe a következő mai országokra terjedt ki: Észak-Olaszország, egész Franciaország és Belgium, Svájc nyugati fele, valamint Hollandiának és Németországnak a Rajnától nyugatra eső része. A római hódítók a területen először két római provinciát szerveztek (Gallia Cisalpinát és Gallia Transalpinát), majd a hódításaik kiterjesztésével később további provinciákat hoztak létre.
A latin elnevezés alapvetően a gall törzsek által lakott területeket jelölte, bár a gall nyelvet beszélő kelta törzsek a vándorlásaik következtében Európa más területein is éltek az ókorban. A gallok mellett ugyanakkor más népek is laktak a mai Észak-Olaszország területén, mint a lepontiusok az Alpok vidékén (Raetia).

## A gall vándorlás
A Brennus vezette gallok Kr. e. 390-ben legyőzték a rómaiakat az alliai csatában, és kifosztották Rómát. „A gallusokat hagyomány szerint terményeink, különösen az akkor új élvezetnek számító bor zamata csábította rá, hogy az Alpokon átkelve elfoglalják a régebben az etruszkok által megművelt földeket” – írja Livius (A római nép története a város alapításától, Ötödik könyv, 33). A fellegvárat (Capitolium) nem tudták elfoglalni. Ekkor történt a híres eset, hogy az éjszaka a hegyre lopakodó gallokat még a kutyák sem vették észre, Juno szent állatai azonban, a ludak – amelyeket a rómaiak még az éhezésben is megkíméltek – riasztották a védőket.
Az égei világban a Kr. e. 3. században a keleti gallok óriási migrációja zajlott. Kr. e. 281-ben Trákiában, a mai Görögországtól északra jelentek meg. Egy másik Brennus nevű gall törzsfő csak az utolsó pillanatban, a feljegyzések szerint nagy villámlás és mennydörgés hatására, riadt vissza attól, hogy megszentségtelenítse az Apolló-templomot Delphoiban. Ugyanakkor egy tízezer katonából, nőkből, gyermekekből és rabszolgákból álló kelta tömeg Thrákián vonult keresztül. Három törzs I. Nikomédész bithüniai király hívására, aki a bátyja ellen kért segítséget, átkelt Kisázsiába. Ők végül le is telepedtek Frígia keleti és Cappadocia középső részén, Anatoliában, és azt a területet azóta Galatiaként ismerik.
Az i. e. 73-tól 71-ig zajló Spartacus vezette harmadik rabszolgaháborúban a lázadó rabszolgák legjelentősebb részét gallok, másik részét germánok alkották.

## Julius Caesar Galliáról
Gallia népeiről így ír Julius Caesar a gall háborúról írott művében (Commentarii de bello Gallico, Első Könyv 1):
„Gallia területe a maga egészében három részre oszlik: az egyiket a belgák lakják, a másikat az aquitanusok, a harmadikat az a nép, amelynek anyanyelvén kelta, a miénken gall a neve. Nyelvük, intézményeik és törvényeik különböznek. A gallokat az aquitanusoktól a Garunna (Garonne) folyó, a belgáktól a Matrona és a Sequane választja el. Valamennyiük közül a belgák a legharciasabbak: ők esnek legtávolabb gazdaságilag és erkölcsileg fejlett provinciánktól; feléjük járnak ritkábban a kereskedők, tehát nemigen jut el hozzájuk olyasmi, ami kényelemszeretővé teszi az embert; s végül mert tőszomszédai a Rhenuson (Rajna) túl lakó germánoknak, akik örökösen háborúznak. Ugyanez az oka annak is, hogy a helvétek meg a többi galliait múlják felül bátorságban: szinte nap mint nap összetűznek a germánokkal, vagy saját földjeiket védelmezik ellenük, vagy maguk vezetnek hadjáratot amazok területére. Az egyik rész, melyet – mint említettük – a gallok birtokolnak, a Rhodanus (Rhone) folyónál kezdődik, és észak felé nyúlik; határai a Garunna folyó, az Óceán és a belgák földje, a sequanusok és a helvétek oldalán pedig a Rhenus folyó. A belgák országa a legtávolabbi gall-lakta vidékeknél kezdődik, és a Rhenus alsó folyásáig terjed, északkeleti irányban. Aquitania a Garunna folyótól a Pyrenaeus hegységig és a hispán partokat mosó Óceánig nyúlik, északnyugat felé.”

## A római uralom
Az első proconsulja Julius Caesar volt, aki a gall háborúban Kr. e. 58 és Kr. e. 51 közt véres csatákban legyőzte a kelta törzseket. A gallok számos alkalommal fellázadtak (Kr. e. 54-ben Ambiorix, Kr. e. 53-ban Vercingetorix), ezért a provincia nem volt stabil.
A Caesar által meghódított terület neve először Gallia Comata lett, ami szó szerint „hosszú hajú gall”-t jelent. 406. december 31-én a vandálok, az alánok és a szvévek átlépték a Rajnát és megszállták Galliát. Galliában a római uralom végleg Kr. u. 486-ban ért véget, amikor a frankok legyőzték Syagrius római helytartót.

## Gallia népei, fővárosaikkal (mai városok)
- Haeduusok – Bibracte
- Allobrogok – Vienne
- Ambianusok – Amiens
- Ansok – Angers
- Aquitanusok – Bordeaux
- Atrebasok – Arras
- Arvernusok – Gergovia (a mai Lyon régiója)
- Baiocasses – Bayeux
- Boiok – Bologna
- Bellovacusok – Beauvais
- Biturigek – Bourges
- Carnutesek – Chartres
- Catalaunusok – Chalons
- Aulercus cenomanusok – Brescia
- Coriosolisok – Corseul
- Insuberek – Milánó
- Lexoviusok – Lisieux
- Mediomatricusok – Metz
- Medulii – Medoc
- Menapiusok – Cassel
- Morinusok – Boulogne sur Mer
- Namnesek – Nantes
- Nerviusok – Bavay
- Orobiusok – Bergamo
- Parisiusok – Párizs
- Petrocoriusok – Perigueux
- Pictók – Poitiers
- Redók – Rennes
- Remusok – Reims
- Santók – Saintes
- Senók – Sens
- Sequanusok – Besançon
- Suessiók – Soissons
- Tolosaiak – Toulouse
- Treverusok – Trier
- Tungri – Tongeren
- Turonusok – Tours
- Unellusok – Coutances
- Vangiók – Worms
- Veliocasok – Rouen
- Vellaviusok – Ruessium
- Venétek – Vannes
- Viducasses – Vieux
- Vocontiusok – Vaison-la-Romaine